# Tomi Maanoja
Tomi Maanoja (* 12. September 1986 in Espoo) ist ein ehemaliger finnischer Fußballspieler.

## Werdegang
Maanoja begann mit dem Fußballspielen bei Vantaan Jalkapalloseura und ging von dort für ein Jahr zum AC Vantaa, ehe er 2003 zurückkehrte. Von dem für seine Jugendarbeit bekannten Klub wechselte er 2004 zum AC Allianssi, für den er als Ersatzmann hinter Henri Sillanpää hauptsächlich auf der Ersatzbank saß und zwischendurch an FCK Salamat und den FC Espooverliehen wurde. In der Spielzeit 2005 kam er dennoch zu zwei Einsätzen in der Veikkausliiga. Am Ende der Spielzeit wechselte er innerhalb der Liga zum Aufsteiger FC Honka. Auch hier in seinem ersten Jahr hauptsächlich Ersatzmann, erreichte er mit dem Klub an der Seite von Roni Porokara, Hermanni Vuorinen und Hannu Patronen den vierten Tabellenplatz. Auch in der folgenden Spielzeit hielt er sich mit dem Klub im vorderen Ligabereich und erreichte das Pokalfinale. Gegen Meister Tampere United stand es nach Ende der Verlängerung 3:3-Unentschieden, im Elfmeterschießen zogen er und die Mannschaft um Janne Saarinen den Kürzeren. Dennoch qualifizierte sie sich damit für den UEFA-Pokal 2008/09.
Im Sommer 2008 wechselte Maanoja ins Ausland und unterschrieb einen Vertrag beim schwedischen Traditionsverein AIK. Dort lieferte er sich nach dem Abgang von Daniel Örlund, der auf Leihbasis nach Norwegen ging, mit Nicklas Bergh einen Zweikampf um den Stammplatz zwischen den Pfosten. Nachdem er anfangs auf der Ersatzbank Platz nehmen musste, stand er am 16. August des Jahres beim 1:1-Unentschieden gegen GIF Sundsvall erstmals in der Allsvenskan auf dem Spielfeld. Als Stammspieler etabliert kam er bis zum Ende der Spielzeit 2008 in insgesamt zwölf Partien zum Einsatz. Folglich rückte er in den Kreis der A-Nationalmannschaft. Zu Beginn des Jahres 2009 setzte ihn Nationaltrainer Stuart Baxter bei der 1:5-Testspielniederlage in Tokio gegen Japan das einzige Mal ein.
In einem Vorbereitungsspiel zur Spielzeit 2009 gegen Assyriska Föreningen zog sich Maanoja Ende Februar 2009 einen komplizierten Beinbruch zu, so dass er bis zum Jahresende ausfiel und damit auch die U-21-Europameisterschaft im Sommer des Jahres verpasste. Daher wurde er vom Rückkehrer Örlund als Stammtorhüter beerbt und trug allenfalls moralisch zum Gewinn des Doubles aus Meistertitel und Landespokal bei. Nachdem Örlund Ende 2009 erneut den Klub verlassen hatte, avancierte Maanoja erneut zur Stammkraft bei AIK. Vor dem Auftakt zur folgenden Spielzeit trug er beim Spiel um den Supercupen im März 2010 zum ersten Titelgewinn des Jahres bei, indem er beim 1:0-Erfolg über den IFK Göteborg durch ein Tor von Antônio Flávio ohne Gegentor blieb. Im weiteren Saisonverlauf agierte er jedoch teilweise unglücklich, so dass der in Abstiegsgefahr geratene Klub im Sommer den kroatischen Torhüter Ivan Turina als neue Nummer eins unter Vertrag nahm. Nach erfolglosen Probetrainings in den Niederlanden kehrte er wieder nach Schweden zurück, war aber mittlerweile hinter Kyriakos Stamatopoulos zum dritten Torhüter des Klubs abgerutscht.
Im Januar 2011 verließ Maanoja AIK und kehrte nach Finnland zum FC Honka zurück. Ein Jahr später folgte Sandefjord Fotball in Norwegen und nach der Saison die Rückkehr in die Heimat. Kuopion PS, FC Lahti, Helsingfors IFK und IF Gnistan waren die folgenden Stationen. Anfang 2021 kehrte er zu seinem Jugendverein und seinerzeitigem Drittligisten Vantaan Jalkapalloseura zurück.

## Erfolge
- Schwedischer Superpokalsieger: 2010
- Finnischer Ligapokalsieger: 2011, 2016
- Finnischer Pokalsieger: 2013